# Die shrink
Il termine die shrink (conosciuto anche come optical shrink) è utilizzato in elettronica e più precisamente nei processi di produzione dei circuiti integrati per indicare un semplice "ridimensionamento" del componente. Il Die shrink definisce in sintesi la dimensione del singolo transistor, l'elemento base del circuito integrato.
Sebbene si tratti di un termine generico applicabile a tutti i componenti elettronici, viene utilizzato soprattutto per indicare la ri-scalatura del core elaborativo di un processore. In altri termini, quando una CPU viene progettata e poi costruita, essa viene dimensionata in relazione al processo produttivo di cui potrà avvantaggiarsi, ad esempio quello a 90 nm; un "Die shrink" di tale CPU non è altro che la realizzazione dello stesso identico progetto mediante un processo produttivo più avanzato, ad esempio quello a 65 nm.

## Vantaggi
Tale operazione consente di aumentare la resa produttiva per ogni singolo wafer di silicio (dato che producendo CPU di area inferiore è possibile produrne molte di più per ogni singolo wafer) senza investire grandi somme di denaro in ricerca e sviluppo in quanto il processore rimane fondamentalmente lo stesso. Allo stesso tempo, il die shrink permette di ridurre i consumi, dato che un processo produttivo più evoluto sviluppa meno calore a parità di clock.

## Die shrink e Stepping
Generalmente il Die shrink dovrebbe essere solo la ri-scalatura del componente, ovvero la produzione di processori formalmente identici nell'architettura e nel design interno, semplicemente sfruttando diversi processi produttivi, ma a volte i produttori approfittano di un Die Shrink per integrare nuove funzionalità o maggiori quantitativi di cache eseguendo quindi di conseguenza anche un cambio di Stepping, che è un termine utilizzato per indicare una specifica "revisione" nell'hardware di un microprocessore, che non coinvolge cambiamenti significativi nella sua architettura.
Tutti i produttori di CPU realizzano periodicamente dei Die shrink di progetti già esistenti, e tra le più attive in questo campo si possono citare IBM e Intel. Tra gli esempi di Die shrink "puro" si ricorda il processore Cell di IBM che è arrivato prima in versioni da 90 nm, poi a 65 nm, e presto passerà al nuovo processo produttivo a 45 nm. Anche Intel ha eseguito alcuni di questi Die shrink "puri" e tra questi si può citare il passaggio dal core Prescott (costruito a 90 nm) al core Cedar Mill (costruito a 65 nm) per i Pentium 4; le caratteristiche erano rimaste pressoché le stesse, compreso il quantitativo di cache. In tempi più recenti, a fine 2007, il passaggio dai 65 nm ai 45 nm operato sempre da Intel con i processori basati sull'architettura "Core" ha portato anche all'aumento del 50% della cache L2 oltre all'aggiunta delle istruzioni SSE4 e altre migliorie generali all'intera architettura.
Anche i produttori di GPU come nVidia e ATI Technologies aggiornano periodicamente i propri prodotti attraverso nuovi processi produttivi. Generalmente viene presentata una nuova generazione di GPU che sfrutta un particolare processo produttivo, poi se ne realizzano le versioni destinate alla fascia media, che saranno quelle prodotte nella maggiore quantità, e questo consente di sperimentare Die shrink della nuova architettura mediante processi produttivi più sofisticati applicati a progetti di media difficoltà (i prodotti di fascia media generalmente integrano meno funzionalità e quindi meno transistor degli equivalenti prodotti di fascia alta e questa minore complessità semplifica il lavoro degli sviluppatori che tentano di applicare nuovi processi produttivi più sofisticati). Quando il nuovo processo produttivo è a punto, generalmente esso viene poi utilizzato dalla successiva generazione di GPU di fascia alta che saranno a loro volta seguite dalla corrispondente fascia media e l'approccio all'innovazione tecnologica continuerà in maniera analoga.